# أنطون هرنكو
أنطون هرنكو (بالسلوفاكية: Anton Hrnko)‏‏ (31 يناير 1955 في جيلينا) سياسي، ومؤرخ من سلوفاكيا. عضو في الحزب الوطني السلوفاكي. زوجته و ابنيه كانوا من جُملة الذين قضوا نحبهم في حادث سقوط طائرة الخطوط الجوية الإثيوبية الرحلة 302.